# Picumnus
A Picumnus a madarak (Aves) osztályának harkályalakúak (Piciformes) rendjébe, ezen belül a harkályfélék (Picidae) családjába tartozó nem. A legközelebbi rokonai a törpeharkályformák (Picumninae) alcsalád másik neme a Sasia fajai.

## Tudnivalók
A Picumnus-fajok előfordulási területe Közép- és Dél-Amerika; kivételt képez a Picumnus innominatus, mely ázsiai elterjedésű; emiatt egyesek a monotipikus Vivia nembe helyezik, Vivia innominata név alatt. 2002-ben, Winkler és Christie, valamint 2007-ben, Remsen és társai észrevették, hogy ezek fajok nagy mértékben kereszteződnek egymással, ami igen megnehezíti az azonosításukat. Mindegyikük rejtőszínű tollazatot visel; a háti részük szürkés, barnás vagy olívazöldes, míg hasi részük piszkosfehér, fekete vagy sötét keresztcsíkokkal. Apró, csak 8-10 centiméteres madarak. Párban vagy kisebb csapatban tartózkodnak.

## Rendszerezés
A nembe az alábbi 27 faj tartozik:
- Picumnus albosquamatus D'Orbigny, 1840
- Picumnus aurifrons Pelzeln, 1870
- Picumnus castelnau Malherbe, 1862
- Picumnus cinnamomeus Wagler, 1829
- iromba törpeharkály (Picumnus cirratus) Temminck, 1825
- Picumnus dorbignyanus Lafresnaye, 1845
- Picumnus exilis (Lichtenstein, 1823) - típusfaj
- Picumnus fulvescens Stager, 1961
- Picumnus fuscus Pelzeln, 1870
- Picumnus granadensis Lafresnaye, 1847
- Picumnus innominatus Burton, 1836 - néha Vivia innominata
- Picumnus lafresnayi Malherbe, 1862
- Picumnus limae Snethlage, 1924
- Picumnus minutissimus (Pallas, 1782)
- Picumnus nebulosus Sundevall, 1866
- Picumnus nigropunctatus Zimmer & Phelps, 1950
- olívhátú törpeharkály (Picumnus olivaceus) Lafresnaye, 1845
- Picumnus pumilus Cabanis & Heine, 1863
- Picumnus pygmaeus (Lichtenstein, 1823)
- Picumnus rufiventris (Bonaparte, 1838)
- Picumnus sclateri Taczanowski, 1877
- Picumnus spilogaster Sundevall, 1866
- gyöngyösbegyű törpeharkály (Picumnus steindachneri) Taczanowski, 1882
- Picumnus subtilis Stager, 1968
- pikkelyes törpeharkály (Picumnus squamulatus) Lafresnaye, 1854
- Picumnus temminckii Lafresnaye, 1845
- Picumnus varzeae Snethlage, 1912

A fentieken kívül, még van egy feltételezett taxon, a Picumnus sp. nov.? "Serra Geral do Tocantins" néven, azonban ennek létezése vagy leírása még nem bebizonyított, illetve nincs elkészítve.

### Fordítás
- Ez a szócikk részben vagy egészben  a   Picumnus (bird) című angol Wikipédia-szócikk ezen változatának fordításán alapul.  Az eredeti cikk szerkesztőit annak laptörténete sorolja fel. Ez a jelzés csupán a megfogalmazás eredetét és a szerzői jogokat jelzi, nem szolgál a cikkben szereplő információk forrásmegjelöléseként.